# Manpcho
Manpcho (korejsky 만포시) je město v Severní Koreji, v provincii Čagang na severozápadě státu. Leží na východním břehu řeky Amnokkang, tvořící hranici s Čínskou lidovou republikou, respektive s její městskou prefekturou Tchung-chua v provincii Ťi-lin. Přes čínsko-severokorejskou hranici zde vede železniční most.
Městem je Manpcho od roku 1961 a počet jeho obyvatel byl v roce 2008 odhadován na 116 760.